# Neuer Markt 16/17 (Stralsund)
Das Haus mit der postalischen Adresse Neuer Markt 16–17 ist ein denkmalgeschütztes Gebäude am Neuen Markt, Ecke Frankenstraße, im Stralsunder Stadtgebiet Altstadt.

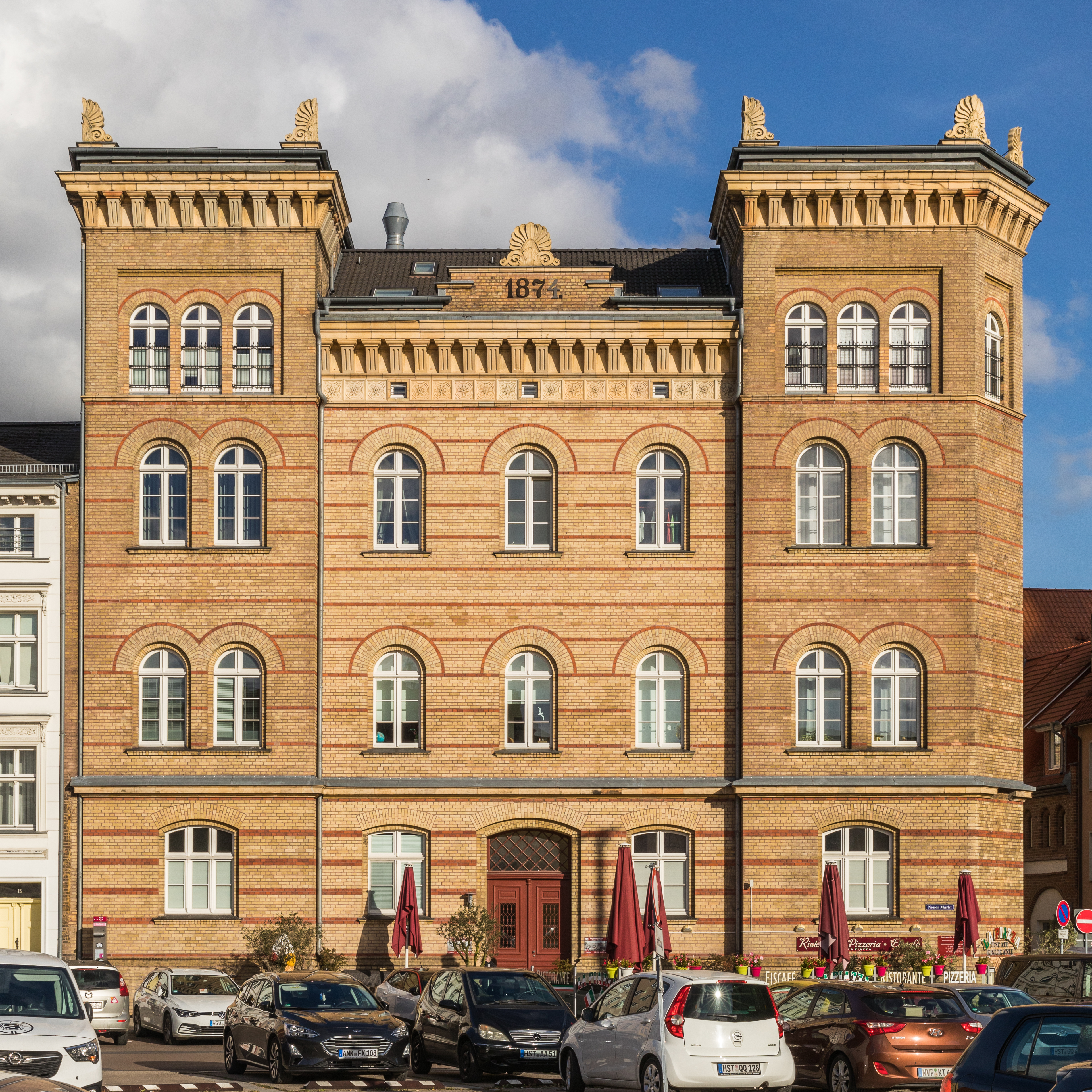
Das Haus Neuer Markt 16–17 in Stralsund (2022)

Das Gebäude wurde im Jahr 1874 als Garnisonslazarett errichtet; zuvor standen hier Giebelhäuser. Der dreigeschossige Bau aus gelbem Backstein mit roter Bänderung weist zum Neuen Markt hin eine wuchtige, siebenachsige Fassade auf und zur Frankenstraße hin eine 19-achsige Fassade.
Hohe Rundbogenfenster in den beiden Obergeschossen prägen das Erscheinungsbild. Turmartig überhöhte Eckrisalite und der Mittelrisalit mit Maßwerkfenstern an der Längsseite zur Frankenstraße unterstreichen die monumentale Wirkung des Gebäudes, das von einem stark vorkragenden Konsolkranzgesims abgeschlossen wird.
Auf dem Hof an der Frankenstraße ist ein in Fachwerk errichtetes kleines, ehemaliges Leichenhaus erhalten.
Es wurde bis ins Jahr 1931 vom Militär genutzt, dann als Arbeitsamt. Im Jahr 1945 beschlagnahmte die Sowjetarmee das Gebäude, das später von der Volkspolizei und ab Mitte der 1950er Jahre von der Konsumgenossenschaft der DDR genutzt wurde. Nach einer umfangreichen Sanierung Mitte der 2000er Jahre dient es als Wohn- und Geschäftshaus.
Das Haus liegt im Kerngebiet des von der UNESCO als Weltkulturerbe anerkannten Stadtgebietes des Kulturgutes „Historische Altstädte Stralsund und Wismar“. In die Liste der Baudenkmale in Stralsund ist es mit der Nummer 605 eingetragen.